# Микаила Ларшер де Брито
Микаила Ларшер де Брито (порт. Micaela Larcher de Brito; рођена 29. јануара 1993. у Лисабону, Португал), познатија као Мишел Ларшер де Брито (порт. Michelle Larcher de Brito), јесте португалска тенисерка. Ларшер де Брито ученица је чувеног тренера Ника Болетијерија. Била је најмлађа тенисерка међу топ 200 најбољих тенисерки света, на 192. месту, са само петнаест година. У својој двогодишњој професионалној каријери, Ларшер де Брито поразила је врхунске тенисерке као што су Агњешка Радвањска, Флавија Пенета и Жизела Дулко.

## Приватни живот
Њен отац Антонио је Португалац из Анголе. Њена мајка Керолајн је из Јужноафричке Републике. Ларшер де Брито има двојицу старије браће близанаца, Себастијана и Сержа.
Течно говори португалски и енглески језик. Воли да чита, а омиљена књига јој је Да Винчијев код. Као своје узоре у тенису, Ларшер де Брито навела је Монику Селеш, Мартину Хингис и Рафаела Надала.

## Каријера

### Почеци
Мишел Ларшер де Брито тенис је почела да игра са три године, у локалном тениском клубу. Захваљујући њеном великом таленту, чувени тренер Ник Болетијери позвао ју је да тренира на његовој престижној академији, којој се она придружила са девет година, након што се њена породица преселила у САД.
Ускоро је почела да осваја јуниорске турнире, а Ник Болетијери истакао је да је она један од највећих талената које је икада тренирао. Иако у каријери није освојила ниједан јуниорски гренд слем турнир, победила је на престижном турниру Оринџ боул 2007. године. Такође је стизала до четвртфинала и полуфинала ИТФ професионалних турнира. У професионалне воде отиснула се 7. фебруара 2007. године.
2007. Ларшер де Брито направила је велико изненађење пласманом у друго коло Мајами опена, победивши Американку Меган Шонеси у првом колу. Али, већ у другом изгубила је од Данијеле Хантухове. То је био њен први професионални ВТА турнир. Са само 14 година, постала је седма најмлађа учесница овог турнира у историји. Због својих година, Ларшер де Брито није могла да игра на више ВТА турнира до септембра, а за то време играла је за организацију Светски тениски тим, и са својим тимом из Сакрамента освојила овај турнир. Крајем године играла је на турниру у Албукеркију, и достигла полуфинале. 2007. годину завршила је на 364. месту ВТА листе.

### 2008.
28. марта 2008. Ларшер де Брито остварила је највећу победу у дотадашњој каријери, победивши Агњешку Радвањску у другом колу Мајами опена. У трећем колу изгубила је од израелске тенисерке Шахар Пер. Наредног месеца играла је на домаћем турниру, Ешторил опену, где је изгубила већ у првом колу.
16. јула била је близу највеће победе у каријери. На турниру у Стендфорду, играла је против првог носиоца Серене Вилијамс. Након изузетно тешког меча у три сета, Вилијамс је тријумфовала. Дан пре тога, у мечу првог кола, савладала је Жизелу Дулко. Након овог турнира, пробила се међу најбољих 200 тенисерки света, заузевши 176. место.
Наредни турнир на коме је играла био је Канада опен, за који је морала да игра квалификациони турнир. У првом колу поразила је Вању Кинг, а у другом колу Флавију Пенету. Светлана Кузњецова поразила је Ларшер де Брито у мечу трећег кола, након три одиграна сета (7-5, 2-6, 6-4). Након овог турнира заузела је 131. место на ВТА листи, поставши тако најуспешнија португалска тенисерка икада.
Крајем године, Ларшер де Брито достигла је своје прво четвртфинале на ВТА турнеји, на турниру у Ташкенту, а након овог резултата заузела је 119. место. Сезону је завршила на 129. месту. Након њеног великог успеха у протеклој сезони, Ник Болетијери је изјавио како очекује од Ларшер де Брито да се једнога дана пробије међу десет најбољих тенисерки света.

## Награде
- 2005: Награда Едија Хера за надолазећу звезду
- 2008: Португалски спортиста будућности по избору гледалаца Sport телевизије

## Статистика
Укључује резултате са најважнијих турнира.
| Турнир                           | 2007  | 2008  | Титуле/турнири | Победе/порази |
| -------------------------------- | ----- | ----- | -------------- | ------------- |
| Гренд слем турнири               |       |       |                |               |
| Отворено првенство Аустралије    | Н     | Н     | 0 / 0          | 0–0           |
| Отворено првенство Француске     | Н     | Н     | 0 / 0          | 0–0           |
| Вимблдон                         | Н     | К     | 0 / 0          | 0–0           |
| Отворено првенство САД           | Н     | К     | 0 / 0          | 0–0           |
| Статистика                       | 0 / 0 | 0 / 0 | 0 / 0          | -             |
| Победе/порази                    | 0–0   | 0–0   | -              | 0-0           |
| Олимпијске игре                  |       |       |                |               |
| Олимпијске игре                  | НО    | Н     | 0 / 0          | 0–0           |
| Завршни ВТА турнир               |       |       |                |               |
| ВТА првенство                    | Н     | Н     | 0 / 0          | 0–0           |
| Турнири прве категорије          |       |       |                |               |
| Доха1                            | -     | Н     | 0 / 0          | 0–0           |
| Индијан Велс                     | Н     | Н     | 0 / 0          | 0–0           |
| Мајами                           | 2.    | 3.    | 0 / 2          | 3–2           |
| Чарлстон                         | Н     | Н     | 0 / 0          | 0–0           |
| Берлин                           | Н     | Н     | 0 / 0          | 0–0           |
| Рим                              | Н     | Н     | 0 / 0          | 0–0           |
| Монтреал/Торонто                 | Н     | 3.    | 0 / 1          | 2–1           |
| Токио                            | Н     | Н     | 0 / 0          | 0–0           |
| Москва                           | Н     | Н     | 0 / 0          | 0–0           |
| Статистике у каријери            |       |       |                |               |
| Играних турнира                  | 1     | 6     | -              | 7             |
| Finals reached                   | 0     | 0     | -              | 0             |
| Освојених турнира                | 0     | 0     | -              | 0             |
| Победе/порази на тврдим теренима | 1–1   | 8–5   | -              | 9–6           |
| Победе/порази на шљаци           | 0–0   | 0–1   | -              | 0–1           |
| Победе/порази на трави           | 0–0   | 0–0   | -              | 0–0           |
| Победе/порази на тепиху          | 0–0   | 0–0   | -              | 0–0           |
| Победе/порази (укупно)           | 1–1   | 8–6   | -              | 28–212        |
| Позиција на крају године         | 296   | 129   | N/A            | N/A           |

Н = није учествовала на турниру
К = поражена у квалификацијама за турнир
1Турнир у Дохи је 2008. постао турнир прве категорије.
2Укључујући и ИТФ турнире. Рачунајући само ВТА турнире, однос њених победа и пораза је 9-7.